# Snethlages mierpitta
De Snethlages mierpitta (Hylopezus paraensis) is een zangvogel uit de familie Grallariidae (mierpitta's). Deze soort wordt ook wel beschouwd als ondersoort van de roodflankmierpitta, onder andere door BirdLife International. De Nederlandse naam verwijst naar de Duitse ornithologe Emilie Snethlage die deze vogel in 1910 geldig heeft beschreven.

## Verspreiding en leefgebied
Deze soort komt voor in het Amazonegebied van Brazilië in de staat Pará.